# 루 코바르스키
루 코바르스키(Lew Kowarski, 1907년 2월 10일 상트페테르부르크 ~ 1979년 7월 30일 제네바)는 러시아 태생으로 프랑스에 귀화한 물리학자이다. 12세 때 10월 혁명으로 가족과 함께 망명하여 빌뉴스, 이어 폴란드에서 거주했다. 프랑스 리옹에서 화학공학 학위를 받았으며, 신 파리 대학교에서 중성자 계수 연구로 물리학 석사 및 박사 학위를 받았다. 1934년 프레데리크 졸리오퀴리의 연구그룹에 들어가 활동했다. 캐나다 몬트리올 연구소에서 근무했으며, 초크 리버 연구소에서 캐나다의 첫 원자로 건설을 감독했다.
전후 프랑스로 귀국하여 프랑스의 원자로 건설을 감독했으며, 1953년 유럽 입자 물리 연구소의 창립 멤버로 활동했다. 1972년 은퇴하여 보스턴 대학교의 교수로 재직했다.

## 같이 보기
- 프레데리크 졸리오퀴리